# Championnat de France féminin de handball de deuxième division 2013-2014
Navigation
Division 2 2012-2013 Division 2 2014-2015
Le Championnat de France féminin de handball de deuxième division 2013-2014 est la quarante-troisième édition de cette compétition. Il s'agit du deuxième plus haut niveau du championnat de France de ce sport. 
À la fin de la saison, le Cercle Dijon Bourgogne est champion de France de D2 et retrouve la Division 1 un an après l'avoir quittée.
En bas du classement, l'Achenheim Truchtersheim Handball et le SC Angoulême sont relégués en Nationale 1.

## Les clubs de l'édition 2013-2014
| \| Achenheim Angoulême La Rochelle Cannes Chambray Yutz Mérignac Lille Noisy-le-Grand Octeville/Mer Cergy-Pontoise Dijon \| Localisation des clubs engagés dans le championnat. |
| Achenheim Angoulême La Rochelle Cannes Chambray Yutz Mérignac Lille Noisy-le-Grand Octeville/Mer Cergy-Pontoise Dijon                                                           |

| Club                           | Saison précédente  |
| ------------------------------ | ------------------ |
| Cercle Dijon Bourgogne         | Division 1         |
| Mérignac Handball              | 2e                 |
| Cergy-Pontoise Handball 95     | 3e                 |
| Handball Octeville-sur-Mer     | 5e                 |
| Chambray Touraine Handball     | 6e                 |
| Angoulême Charente handball    | 7e                 |
| Noisy-le-Grand handball        | 8e                 |
| AS Cannes HB                   | 9e                 |
| Yutz Handball féminin          | 10e                |
| Lomme Lille Métropole handball | 11e                |
| Achenheim Truchtersheim HB     | 1er Nat. 1 Poule 2 |
| Aunis HB La Rochelle-Périgny   | 1er Nat. 1 Poule 1 |

Remarque : le CA Bègles, 4e la saison précédente, a fusionné avec le Mios-Biganos bassin d'Arcachon (D1F) pour former Union Mios-Biganos Bègles.

## Compétition

### Règlement
Le championnat est composé d'une poule unique de douze clubs. À la fin de la saison, le premier du classement est sacré champion de France de Division 2 et les trois derniers sont relégués en Nationale 1.
En vigueur depuis la saison 2012-13, le dispositif de Voie d'accession au professionnalisme (VAP) vise à baliser et sécuriser le chemin vers la première division (LFH). 
Il concerne les clubs de D2F désireux de se structurer encore davantage et qui ambitionnent, à plus ou moins court terme, d'accéder en LFH. Les clubs volontaires peuvent ainsi s'engager dans une étape intermédiaire avec des exigences renforcées de préparation vers la LFH. Comme pour le cahier des charges général, le statut de club VAP est accordé par la Commission Nationale de Contrôle et de Gestion (CNCG), par saison sportive. Il n'y a aucune attribution automatique de ce statut VAP d'une saison sur l'autre, la CNCG restant souveraine pour en décider. 
Ce statut, qui n'a pas de caractère obligatoire et qui est sans incidence sur le classement sportif final de D2F et l'attribution du titre de champion de France de D2F, est toutefois un préalable règlementaire et obligatoire pour une accession en LFH. En effet, seul un club de D2F sous Statut VAP est susceptible de monter en LFH en fin de saison.
Pour cette saison, les clubs suivants se sont inscrits dans la démarche et ont bénéficié du Statut VAP : Cannes, Cergy, Chambray et Dijon.

### Classement
|    | Équipe                         | Pts | J  | G  | N | P  | Bp  | Bc  | Diff |
| -- | ------------------------------ | --- | -- | -- | - | -- | --- | --- | ---- |
| 1  | Cercle Dijon Bourgogne R'V'    | 63  | 22 | 20 | 1 | 1  | 680 | 490 | 190  |
| 2  | Noisy-le-Grand handball        | 54  | 22 | 16 | 0 | 6  | 586 | 518 | 68   |
| 3  | Yutz Handball féminin          | 52  | 22 | 15 | 0 | 7  | 570 | 547 | 23   |
| 4  | Chambray Touraine Handball V   | 52  | 22 | 14 | 2 | 6  | 628 | 591 | 37   |
| 5  | AS Cannes HB V                 | 50  | 22 | 13 | 2 | 7  | 647 | 601 | 46   |
| 6  | Mérignac Handball              | 49  | 22 | 12 | 3 | 7  | 593 | 575 | 18   |
| 7  | Handball Octeville-sur-Mer     | 39  | 22 | 8  | 1 | 13 | 518 | 572 | -54  |
| 8  | Cergy-Pontoise Handball 95 V   | 38  | 22 | 7  | 2 | 13 | 585 | 611 | -26  |
| 9  | Aunis HB La Rochelle-Périgny P | 38  | 22 | 7  | 2 | 13 | 670 | 707 | -37  |
| 10 | Lomme Lille Métropole handball | 32  | 22 | 5  | 0 | 17 | 575 | 646 | -71  |
| 11 | Achenheim Truchtersheim HB P   | 32  | 22 | 4  | 2 | 16 | 539 | 650 | -111 |
| 12 | SC Angoulême                   | 29  | 22 | 2  | 3 | 17 | 598 | 681 | -83  |

|   | Promu en Division 1 2014-2015    |
|   | Relégué en Nationale 1 2014-2015 |
| R | Relégué de Division 1 2012-2013  |
| P | Promu de Nationale 1 2012-2013   |
| V | Club ayant le statut de VAP      |

### Résultats
| Résultats (dom.\ext.)                                      | ACH   | ANG   | AUN   | CAN   | CER   | CHA   | DIJ   | LIL   | MER   | NOI   | OCT   | YUT   |
| Achenheim                                                  |       | 30-26 | 28-27 | -     | 29-27 | 23-28 | -     | -     | -     | -     | -     | -     |
| SC Angoulême HB                                            | -     |       | 30-30 | -     | 31-27 | -     | 23-34 | -     | -     | 22-23 | -     | -     |
| Aunis HB                                                   | -     | -     |       | 38-36 | -     | -     | -     | 42-33 | 28-35 | 31-25 | -     | -     |
| AS Cannes HB                                               | -     | 39-28 | -     |       | -     | -     | 29-30 | 33-29 | 31-25 | -     | 30-25 | -     |
| Cergy-Pontoise Handball 95                                 | -     | -     | -     | -     |       | 27-30 | -     | -     | 31-27 | 25-27 | -     | -     |
| Chambray Touraine Handball                                 | -     | -     | -     | 24-24 | -     |       | 23-23 | -     | 27-30 | 26-28 | -     | -     |
| Cercle Dijon Bourgogne                                     | 33-19 | -     | -     | -     | 29-17 | -     |       | -     | -     | -     | -     | 19-20 |
| Lomme Lille Métropole handball                             | 27-22 | -     | -     | -     | 32-28 | -     | -     |       | -     | -     | 23-25 | 19-20 |
| Mérignac Handball                                          | -     | -     | -     | -     | -     | -     | 22-26 | 23-20 |       | 33-25 | 20-17 | -     |
| Noisy-le-Grand handball                                    | 31-24 | -     | -     | -     | -     | -     | 19-29 | 35-26 | -     |       | -     | -     |
| HB Octeville-sur-Mer                                       | 27-19 | 30-29 | 29-28 | -     | -     | 25-28 | -     | -     | -     | -     |       | 21-25 |
| Yutz Handball Féminin                                      | -     | 28-27 | 34-27 | 29-27 | 29-28 | 31-28 | -     | -     | -     | -     | -     |       |
| - Victoire à domicile - Match nul - Victoire à l'extérieur |       |       |       |       |       |       |       |       |       |       |       |       |

## Bilan de la saison
| Tableau d'honneur de la saison 2013-2014 |                                                                                |
| Compétition                              | Vainqueur                                                                      |
| Championnat de France                    | Cercle Dijon Bourgogne                                                         |
| Promotions et relégations                |                                                                                |
| Promu en Division 1                      | Cercle Dijon Bourgogne                                                         |
| Relégué en Nationale 1                   | Achenheim Truchtersheim HB SC Angoulême                                        |
| Promu de Nationale 1                     | Brest Bretagne Handball Stella Sports Saint-Maur Drôme Handball Bourg-de-Péage |
| Relégué de Division 1                    | ES Besançon                                                                    |